# Feng Menglong
Feng Menglong (馮夢龍T, 冯梦龙S, Féng MènglóngP; Changzhou, 1574 – 1645) è stato uno scrittore e poeta cinese della dinastia Ming.
Nacque a Changzhou, l'attuale Suzhou, nella provincia del Jiangsu.
Feng fu uno dei sostenitori della scuola proposta dal filosofo suo contemporaneo Li Zhi, che sottolineava l'importanza dei sentimenti umani e del comportamento nella letteratura. La maggior parte del lavoro svolto da Feng riguarda la cura e la compilazione di testi storici, almanacchi, racconti e novelle. Tuttavia, due sono le novelle da lui scritte degne di nota, Pingyao Zhuan e Qing Shi. Una terza sua novella, Dongzhou Lieguo Zhi (Romanzo del regno degli Zhou Orientali), è stata recentemente portata all'attenzione del pubblico grazie ad una serie televisiva ad essa dedicata. Nel 1620, egli pubblicò la raccolta di novelle Gujin Xiaoshuo (Racconti antichi e moderni).

## Opere
- Pingyao Zhuan
- Qing Shi (Storia dell'Amore)
- Gujin Xiaoshuo (Racconti antichi e moderni), pubblicato nel 1620, conosciuto anche con il titolo Yushin Mingyan (Parole illustri per istruire il mondo)[2][3]
- Il deposito delle risate
- Il deposito delle risate ampliato